# Asymphorodes
Asymphorodes är ett släkte av fjärilar. Asymphorodes ingår i familjen fransmalar.

## Dottertaxa tillAsymphorodes, i alfabetisk ordning[1]
- Asymphorodes acerba
- Asymphorodes acritopterus
- Asymphorodes acrophrictis
- Asymphorodes admiranda
- Asymphorodes amblysoma
- Asymphorodes balanotis
- Asymphorodes bipunctatus
- Asymphorodes canicoma
- Asymphorodes chalcozona
- Asymphorodes circopis
- Asymphorodes cirsodes
- Asymphorodes coesyrias
- Asymphorodes diamphidius
- Asymphorodes ergodes
- Asymphorodes holoporphyra
- Asymphorodes ingravescens
- Asymphorodes interstincta
- Asymphorodes lenticula
- Asymphorodes leptotes
- Asymphorodes leucoterma
- Asymphorodes mediostriatus
- Asymphorodes monoxesta
- Asymphorodes myronota
- Asymphorodes nebrias
- Asymphorodes nephocirca
- Asymphorodes ochrogramma
- Asymphorodes oculisignis
- Asymphorodes phaeochorda
- Asymphorodes plectographa
- Asymphorodes poliopterus
- Asymphorodes polluta
- Asymphorodes porphyrarcha
- Asymphorodes remigiata
- Asymphorodes seminiger
- Asymphorodes sericeus
- Asymphorodes sphenocopa
- Asymphorodes trichogramma
- Asymphorodes valligera
- Asymphorodes xanthostola
- Asymphorodes xestophanes